# Musa beccarii
Espèce
Classification APG III (2009)
Musa beccarii est une espèce de Bananier de la famille des Musaceae.